# Campylorhynchus
Campylorhynchus es un género de aves paseriformes de la familia Troglodytidae. Son vulgarmente llamadas matracas o cucaracheros. Se distribuyen desde Texas y el sur de California en los Estados Unidos, por América Central y América del Sur hasta el suroeste de Brasil, Paraguay y extremo norte de Argentina.

## Especies
Según Clements Checklist 6.8 agrupa a las siguientes 13 especies:
- Campylorhynchus albobrunneus (Lawrence, 1862) -- cucarachero cabeciblanco;[4]
- Campylorhynchus brunneicapillus (Lafresnaye, 1835)  -- cucarachero desértico;[4]
- Campylorhynchus chiapensis Salvin & Godman, 1891  -- cucarachero de Chiapas;[4]
- Campylorhynchus fasciatus (Swainson, 1838)  -- cucarachero ondeado;[4]
- Campylorhynchus griseus (Swainson, 1838)  -- cucarachero currucuchú;[4]
- Campylorhynchus gularis P.L. Sclater, 1861  -- cucarachero manchado;[4]
- Campylorhynchus jocosus P.L. Sclater, 1859  -- cucarachero del Balsas;[4]
- Campylorhynchus megalopterus Lafresnaye, 1845  -- cucarachero serrano;[4]
- Campylorhynchus nuchalis Cabanis, 1847  -- cucarachero chocorocoy;[4]
- Campylorhynchus rufinucha (Lesson, 1838)  -- cucarachero nuquirrufo;[4]
- Campylorhynchus turdinus (Wied-Neuwied, 1821)  -- cucarachero turdino;[4]
- Campylorhynchus yucatanicus (Hellmayr, 1934) -- cucarachero yucateco;[4]
- Campylorhynchus zonatus (Lesson, 1832)  -- cucarachero barrado.[4]

Según el Congreso Ornitológico Internacional y Zoonomen, el género agrupa a otras 2 especies:
- Campylorhynchus humilis P.L. Sclater, 1857 -- cucarachero de Sclater;[6]
- Campylorhynchus capistratus (Lesson, 1842) -- cucarachero dorsirrufo.[7]

Que son tratadas como las subespecies (grupos politípicos) C. rufinucha humilis y C. rufinucha capistratus por Clements Checklist 6.8.